# 安倍利柯
安倍 利柯（あべ の としえだ、生没年不詳）は、平安時代前期の貴族。姓は朝臣。官位は従五位下・近江権大掾。

## 経歴
近江権少掾在職中の貞観9年（867年）正七位上から五階昇進して従五位下に叙爵する。貞観12年（870年）近江権大掾に昇任された。

## 官歴
『日本三代実録』による。
- 時期不詳：正七位上。近江権少掾
- 貞観9年（867年） 正月8日：従五位下
- 貞観12年（870年） 正月26日：近江権大掾